# Coutens
Coutens (okzitanisch Cotens) ist eine französische Gemeinde mit 179 Einwohnern (Stand 1. Januar 2022) im Département Ariège in der Region Okzitanien. Sie gehört zum Kanton Mirepoix und zum Arrondissement Pamiers. 
Sie grenzt im Nordwesten an Manses, im Norden an Mirepoix, im Osten an Besset, im Süden an Dun und im Westen an Tourtrol.

## Bevölkerungsentwicklung

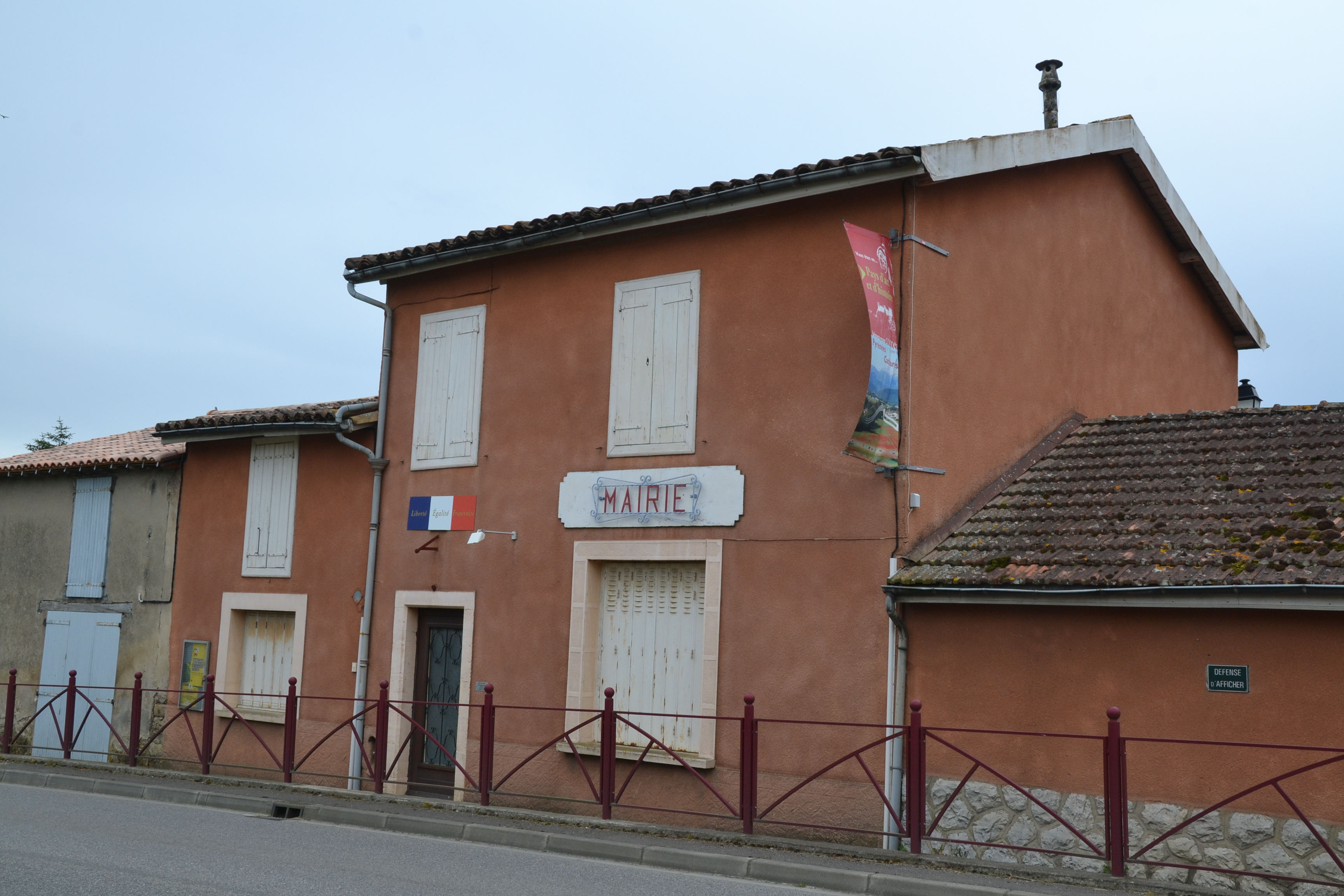
Mairie von Coutens

| Jahr                       | 1962 | 1968 | 1975 | 1982 | 1990 | 1999 | 2008 | 2016 |
| -------------------------- | ---- | ---- | ---- | ---- | ---- | ---- | ---- | ---- |
| Einwohner                  | 122  | 128  | 127  | 135  | 151  | 148  | 151  | 172  |
| Quellen: Cassini und INSEE |      |      |      |      |      |      |      |      |